# NGC 4361
NGC 4361 è una nebulosa planetaria, nella costellazione dell Corvo.

È individuabile 2 gradi a sud-est della stella γ Corvi; si presenta con una forma vagamente allungata in senso NE-SW. Può essere osservata con un telescopio di 100mm di diametro, dove appare come un disco chiaro senza molti particolari. Al suo centro si trova una stellina di tredicesima magnitudine, dunque fuori dalla portata di telescopi minori.

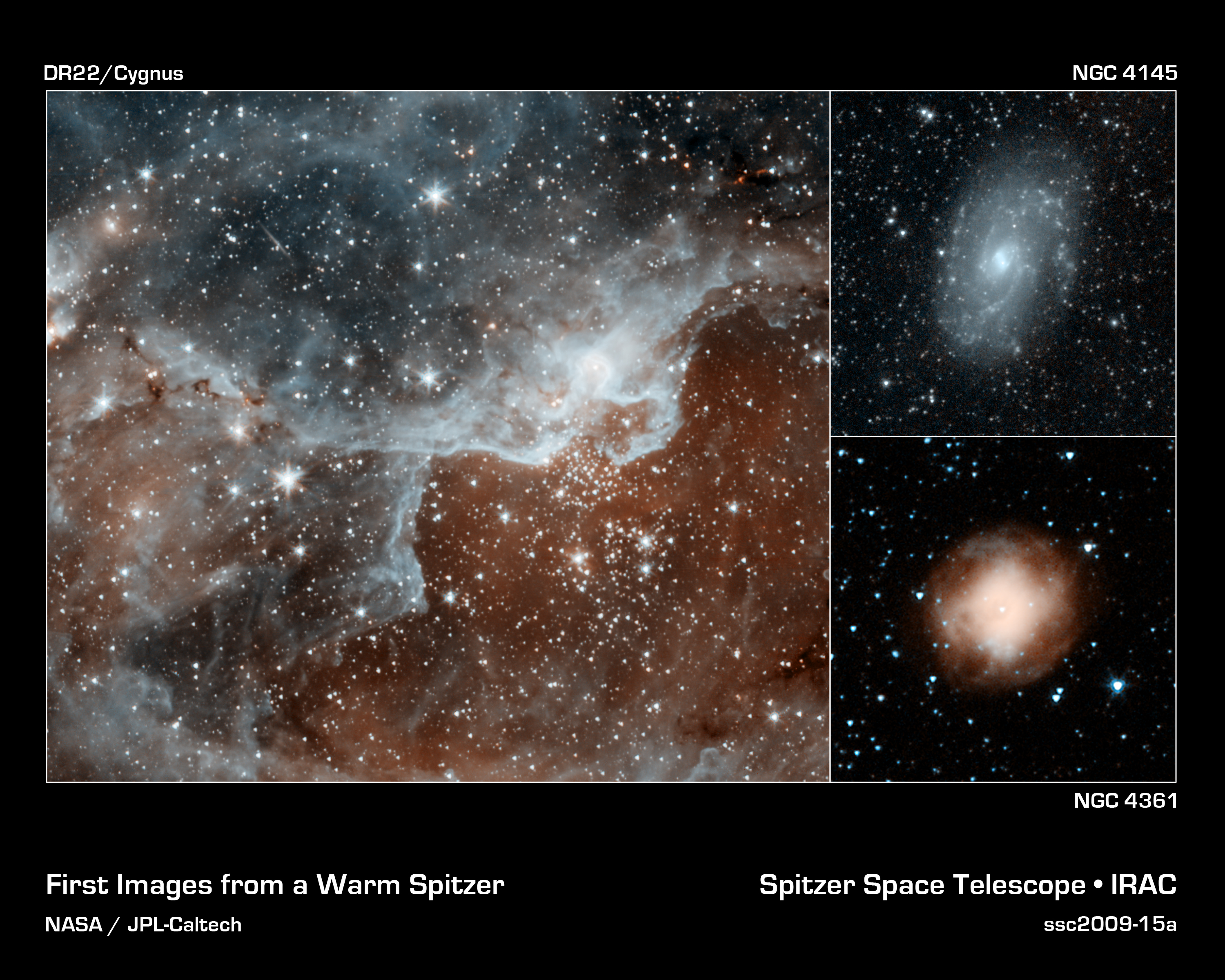
Telescopio Spitzer
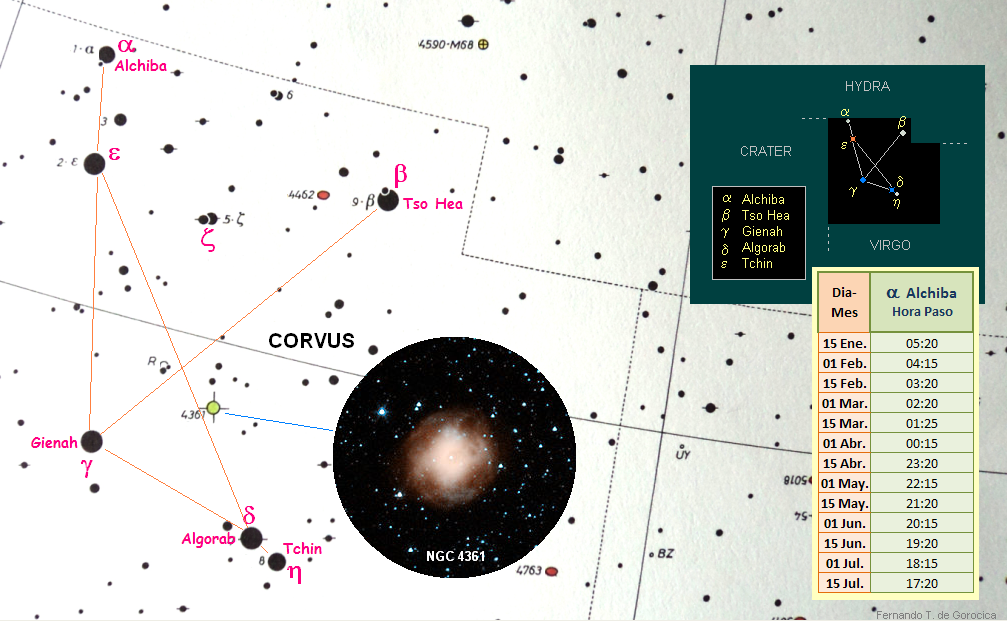
NGC 4361 nella Costellazione del Corvo